# Kurt Scherzer
Kurt Scherzer (* 12. Mai 1920 in Fürth; † 1. November 2006 ebenda) war ein deutscher Kommunalpolitiker (FDP).

## Leben
Scherzer trat zum 1. September 1939 der NSDAP bei. Er studierte Jura in Erlangen, wo er auch Mitglied der Burschenschaft der Bubenreuther wurde.
Scherzer gehörte der FDP an. Er war von 1964 bis 1984 Oberbürgermeister der Stadt Fürth. Scherzer ist damit in der jüngeren Geschichte der mittelfränkischen Stadt der Bürgermeister mit der längsten Amtszeit und mit über 95,3 % (1972) auch mit dem zweitbesten Wahlergebnis.
Während der Amtszeit von Kurt Scherzer als Oberbürgermeister wurden insgesamt rund 1.867 Milliarden DM in die Stadtentwicklung investiert. Bis heute prägen die Stadt eine Reihe von Entscheidungen, die in die Amtszeit Kurt Scherzers fielen: Die Entscheidungen zum Main-Donau-Kanal, der Bau der U-Bahn, die Altstadtsanierung, die Eröffnung der Fußgängerzone, der Bau der Stadthalle und des City-Centers in Fürth, sowie der Erwerb des Schlosses in Burgfarrnbach durch die Stadt.
Scherzer nahm während seiner politisch aktiven Zeit Ämter im Bayerischen und im Deutschen Städtetag und bei der deutschen Sektion des Rates der Gemeinden Europas wahr. Außerdem war er Abgeordneter im Bezirkstag Mittelfrankens und Verwaltungsratsmitglied bei der Bundesanstalt für Arbeit. Von 1970 bis 1973 war er Präsident des Deutschen Turner-Bundes.

## Auszeichnungen
- 1973: Verdienstkreuz 1. Klasse der Bundesrepublik Deutschland[1]
- 1983: Bayerischer Verdienstorden
- 1984: Goldene Bürgermedaille der Stadt Fürth

## Weblink
- Kurt Scherzer im lokalen FürthWiki.